# Melipotes
Melipotes is een geslacht van zangvogels uit de familie honingeters (Meliphagidae).

## Soorten
Het geslacht kent de volgende soorten:
- Melipotes ater – Huonhoningeter
- Melipotes carolae – Lelhoningeter
- Melipotes fumigatus – Geelwanghoningeter
- Melipotes gymnops – Arfakhoningeter